# La Commune (Paris, 1871)
Pour les articles homonymes, voir La Commune et Commune de Paris.
Pour plus de détails, voir Fiche technique et Distribution.
La Commune (Paris, 1871) est un film historique français en deux parties de Peter Watkins, diffusé en 2000. Il prend place lors de la Commune de Paris, en 1871.
D'abord diffusé sur Arte en 2000, il sort sept ans plus tard au cinéma dans une version écourtée de trois heures.

## Synopsis
Napoléon III perd la guerre contre la Prusse après un siège de Paris particulièrement dur pour le peuple parisien. Nous sommes en 1870-1871 et la misère est grande. Les 17 et 18 mars 1871, le peuple parisien, qui refuse la capitulation, se révolte. La Commune de Paris est née.
Alors que la télévision versaillaise rapporte l'événement de façon partielle et orientée, une commission communarde se crée et s'organise pour relayer ce moment qui, bien que majeur dans l'histoire du mouvement ouvrier, reste néanmoins l'une des périodes les plus méconnues de l'histoire de France.
Les journalistes se rendent sur les lieux où naît la Commune : mairie, barricades, clubs féministes, etc. et procèdent à des interviews pour rendre compte à la population de la réalité. Les gens disent leurs rêves, leurs révoltes, leurs combats et opposent leurs opinions.

## Fiche technique
- Titre : La Commune (Paris, 1871)
- Réalisation : Peter Watkins
- Pays de production :  France
- Genre : historique
- Format : noir et blanc
- Durée : 345 minutes, le film est en deux parties
- Date de première diffusion : 2000 (Arte)
- Date de sortie au cinéma : 
  - France : 7 novembre 2007

## Distribution
Sauf indication contraire, les informations mentionnées dans cette section peuvent être confirmées par la base de données cinématographiques IMDb,  présente dans la section « Liens externes ».
La plupart des acteurs sont non professionnels,. Certains des Versaillais ont été recrutés par une petite annonce passée dans Le Figaro alors que les communards ont été recrutés parmi les habitants du XIe arrondissement de Paris,.
- Eliane Annie Adalto, Anne Carlier, Micheline Letourneur, Béatrice Mandelbrot et Flora Pierre : blanchisseuses
- Pierre Barbieux, Roland Fontaine, Gaston Lepage, Manon Lepage, Prune Sauvageot, Leila Mandelbrot, Tilly Mandelbrot, Zinedine Vergnaud : enfants dans la cour Popincourt
- Bernard Bombeau : Baker
- Maylis Bouffartigue : Marie-Louise Théron
- Geneviève Capy : la femme du docteur
- Véronique Couzon : Marie-Louise Beauger
- Piotr Daskiewicz, Przermyslaw Galkiewicz et Marek Przbyla : officiers de police
- Nicole Defer : propriétaire de l'atelier de couture et de blanchisserie
- Patrick Dell'Isola : Émile Léonard Morterol
- Jürgen Ellinghaus : officier de l'armée versaillaise
- Caroline Esnard-Benoit : la femme de Baker
- Jean-Michel Gallois : concierge
- Joachim Gatti : Joachim Rivière
- Jean Giacinti : Adolphe Thiers
- Virginie Guibbaud : Léontine Rombert
- Armelle Hounkanin : Françoise Boidard
- Catherine Humbert : Marguerite Lachaise, cantinière du 66e batallion, garde nationale
- Steve Kreisler : Wickham Hoffmann
- Lucette Labreuil et Michel Labreuil : propriétaires du Café Watrin
- Rémy Le Champion et Laurent Parisi : policiers
- Jean Legal : docteur
- Elisabeth Lemaitre : prêteuse sur gages
- Elsy Mandelbrot : écolière au couvent
- Samy Nogaro : Émile Théron
- Aurélia Petit : Blanche Capellier
- Pascal Schiltz : Sailor
- Dirk Sikorski : Anatole Cordier
- Gérard Watkins : Gérard Bourlet
- Philippe Welsh : le père
- Marcel Cerf : un anticommunard[4]
- François Damiens : un réparateur de fusils de la garde nationale (non crédité)
- Laurent Roth : le présentateur de TVN

## Processus de réalisation
Peter Watkins s'essaye, au travers de ce film, à développer une réelle communication entre les spectateurs et l'œuvre. Ainsi, il recherche, aussi bien de la part des acteurs que de celle du « spectateur », une forte implication dans le processus d'échange. Bousculant les codes habituels de la fiction historique, et s'attachant à donner à la Commune de Paris une forte résonance contemporaine, il met en place un modèle de création collective, qui appelle au sens critique.
Peter Watkins demande aux acteurs, plusieurs mois avant le tournage, d'effectuer eux-mêmes une recherche historique sur la Commune ainsi que sur leurs personnages respectifs.
Peter Watkins est conseillé par les historiens Édith Thomas, Michel Cordillot, Marcel Cerf, Louis Bretonnière, Jacques Rougerie et Robert Tombs.
Le tournage a lieu à Montreuil, dans un hangar de 1 200 m2 prêté par Armand Gatti.
Peter Watkins propose une œuvre qui appelle à s'interroger sur le sens que peut revêtir la Commune dans le contexte social actuel.
Le réalisateur cherche à solliciter le spectateur par de larges plans séquences où la caméra, ininterrompue pendant plusieurs dizaines de minutes montre les discussions entre communards, en voyageant lentement de groupe en groupe.
La Commune est aussi un film hors du commun de par sa longueur (5 h 45 pour la première version, 3 h 30 dans la version remontée pour le cinéma, sortie en salle en 2007). Ce choix de réalisation, comme la longueur inhabituelle du film, sont autant de dénonciations contre ce que Watkins appelle la monoforme. Watkins « montre la fabrication du film, nous renseigne sur ses procédés et les techniques qu’il utilise, donne ses
sources et cite ses références, présente tous les protagonistes, faisant, de ce film d’histoire sur une lutte populaire, un outil possible de lutte ».
Quelques comédiens et « spectateurs » ont créé l'association Rebond pour la commune dans le but d'aider à la diffusion de ce film qui connut nombre d'obstacles en la matière,.

## Analyse

### Critique du cinéma dominant
En recherchant, pour son film, des processus cinématographiques ouverts et participatifs, Peter Watkins s'oppose au schéma narratif dominant qu'il appelle Monoforme. De même, le réalisateur se heurte à la standardisation qui s'opère dans la durée des films et documentaires, phénomène selon lui réducteur qu'il appelle l'Horloge universelle. Un film homonyme, réalisé par Geoff Bowie durant le tournage de La Commune (Paris, 1871), traite du phénomène.
Ainsi Peter Watkins fait de ce film une critique du système médiatique actuel (les mass media audiovisuels), qu'il juge foncièrement antidémocratique. Afin de renforcer cette portée critique, il invite le reportage télévisuel en plein XIXe siècle.

### Production et diffusion du film
Arte, qui coproduit le film, fait preuve d'une attitude peu louable, d'après Watkins. Chantage et omissions-mensonges sont parmi les moyens qu'utilise la chaîne pour forcer Watkins à revenir sur ses choix de réalisation atypiques (érigés contre la monoforme) : montage, durée, choix d'acteurs non-professionnels.
Finalement, le film est diffusé entre 23 heures et 4 heures du matin, à une heure où le public français n'est pas « éveillé » comme dit Watkins. Le film sort ensuite sur grand écran, dans une version de 3 h 30, le 7 novembre 2007, dans une unique salle de cinéma parisienne ; il est depuis diffusé de manière sporadique dans d'autres cinémas en France.

## Accueil critique
Vincent Avenel, sur le site internet critikat.com, estime qu'il s'agit d'une œuvre maîtresse dans la filmographie de Peter Watkins.
L'historien Jacques Rougerie la « considère comme l’œuvre cinématographique la plus accomplie et la plus remarquable sur la Commune, dont elle restitue extraordinairement le climat, avec une fidélité historique remarquable ».